# Ethan Happ
Ethan Happ (Milan, 7 maggio 1996) è un cestista statunitense naturalizzato macedone, di ruolo centro.

## Carriera
Nato a Milan, in Illinois, si forma cestisticamente nella squadra college dei Wisconsin Badgers: nel suo anno da Senior chiude con 18 punti e 10 rimbalzi di media nel 2018-2019 e viene premiato con il Kareem Abdul-Jabbar Award e del Pete Newell Big Man Award, riconoscimenti dedicati ai migliori centri dell’NCAA.
Nell’estate 2019 arriva la chiamata in Europa che lo porta in Grecia, all’Olympiakos, con un contratto biennale: dopo una sola partita nelle file elleniche il giocatore però decide nel novembre dello stesso anno di proseguire la sua carriera da professionista in Italia alla Vanoli Cremona. Con i lombardi disputa 14 partite prima della sospensione anticipata del campionato a causa della pandemia di COVID-19 in cui scrive una media di 18 punti, 9 rimbalzi e 2,5 assist di media. Nell'estate 2020 ha sposato il progetto della Fortitudo Bologna, ritrovando in panchina il suo coach a Cremona Meo Sacchetti ma la stagione non è esaltante: nell’avvio non roseo della Effe mette a referto, nelle 8 partite giocate, 13,6 punti e 9 rimbalzi di media in LBA mentre all'esordio in Champions League 19 punti e 10 rimbalzi, per poi infortunarsi al gomito.
Il 18 gennaio 2021 passa alla Dinamo Sassari di Gianmarco Pozzecco in sostituzione nel ruolo di lungo di Justin Tillman.

## Palmarès
- Pete Newell Big Man Award (2019)
- Kareem Abdul-Jabbar Award (2019)